# Белобровый сорокопут
Белобровый сорокопут (лат. Lanius mackinnoni) — вид певчих птиц семейства сорокопутовых. Видовое латинское название дано в честь шотландского военного врача и колониального чиновника доктора Арчибальда Дональда Маккиннона.
Вид встречается в двух далеко удалённых друг от друга больших ареалах — в тропической части Западной и Центральной Африки (в Анголе, Бурунди, Камеруне, Конго, Демократической Республике Конго, Экваториальной Гвинее, Габоне, Кении, Нигерии, Руанде, Танзании и Уганде). Обитает на лесных полянах, в вторичных и мозаичных лесах, в саванне, начиная от уровня моря примерно до высоты 2200 м над уровнем моря.
Длина тела около 20 см, примерно половина длины приходится на хвост. Вес 36 г. Взрослый самец имеет серовато-чёрную голову и спину, белые брови и плечи и чёрные крылья. Хвост чёрный с белыми краями. Брюхо белое. Самка похожа, только на боках имеет рыжие пятна. Окраска молодых птиц серовато-коричневого цвета с полосами.
Вид охотится из укрытия на высоте от 2 до 5 метров на беспозвоночных животных, в основном на жуков, кузнечиков, муравьёв, термитов и клопов. Намного реже птицы питаются другими беспозвоночными: червями и паукообразными. Кочевые муравьи могут стать основным питанием лишь на короткий срок. При возможности сорокопут охотится также на мышей, мелких певчих птиц и их птенцов, лягушек и гекконов.
Сезон размножения западной популяции длится с сентября по апрель, птицы восточного ареала размножаются с февраля по август. Гнездование происходит часто 2 раза в год. Гнездо диаметром 11 см располагается не высоко в кустарнике. В кладке 2—3 яйца кремового цвета с многочисленными крапинами оранжевого и фиолетового цвета.